# King Nothing
King Nothing è un singolo del gruppo musicale statunitense Metallica, pubblicato il 5 gennaio 1997 come quarto estratto dal sesto album in studio Load.
Il singolo è stato commercializzato esclusivamente negli Stati Uniti d'America.

## Descrizione
Composto da James Hetfield, Lars Ulrich e da Kirk Hammett, il brano gira attorno al tema di «be careful what you wish for». Il brano inizia con un riff di basso che diventa successivamente il riff principale del resto della canzone.
Il testo parla di persone che dedicano tutta la loro vita a caccia di soldi, finché non comprendono ("E quindi tutto crolla") che il loro denaro non gli è servito a niente di utile. Molti altri pensano che la canzone sia incentrata sulla gente che ha passato il tempo più a desiderare ("Wish I might/Wish I may/You wish your life away") le cose che adorano, piuttosto che ad impegnarsi per ottenerle.
Alla fine è possibile sentire la frase «off to never-never land», presente nel loro singolo Enter Sandman, con cui King Nothing condivide una struttura simile. Quando la canzone venne eseguita dal vivo a Seattle, il 23 giugno 2000, fu usato in parte il main riff del brano Come as You Are dei Nirvana. 

## Video musicale
Il video è stato diretto da Matt Mahurin e girato tra le neve di Park City, nello Utah, nel dicembre 1996.

## Tracce
1. King Nothing – 5:28 (James Hetfield, Lars Ulrich, Kirk Hammett)
2. Ain't My Bitch (Live) – 6:00 (James Hetfield, Lars Ulrich)

## Formazione
Hanno partecipato alle registrazioni, secondo le note di copertina di Load:
Gruppo
- James Hetfield – chitarra, voce
- Lars Ulrich – batteria
- Kirk Hammett – chitarra
- Jason Newsted – basso

Produzione
- Bob Rock – produzione
- James Hetfield – produzione
- Lars Ulrich – produzione
- Randy Staub – registrazione, missaggio
- Brian Dobbs – assistenza alla registrazione, ingegneria del suono
- Kent Matcke – assistenza alla registrazione
- Paul DeCarli – montaggio digitale
- Mike Gillies – assistenza al montaggio digitale
- Chris Vrenna – assistenza al montaggio digitale
- Jason Goldstein – assistenza tecnica
- Matt Curry – assistenza al missaggio
- Mike Fraser – missaggio aggiuntivo
- Mike Rew – assistenza al missaggio aggiuntivo
- George Marino – mastering

## Classifiche
| Classifica (1997)             | Posizione massima |
| ----------------------------- | ----------------- |
| Canada                        | 14                |
| Stati Uniti                   | 90                |
| Stati Uniti (mainstream rock) | 6                 |